# تاچیبانا نو هایاناری
تاچیبانا نو هایاناری (به ژاپنی: 橘 逸勢 Tachibana no Hayanari); ۱ ژانویهٔ ۰۷۸۲ – ۲۴ سپتامبر ۰۸۴۴) خوشنویس از خاندان تاچیبانا در دوره هی‌آن اهل ژاپن بود.